# 1984年中国中央电视台春节联欢晚会
1984年中国中央电视台春节联欢晚会、央视甲子年春晚是中国中央电视台（CCTV）于1984年2月1日（农历癸亥十二月三十除夕）为庆祝鼠年新年举办的综艺性文艺晚会，于当晚20:00播出。本届春晚总导演由黄一鹤、张淑芬担任，主持人由赵忠祥、卢静、马季、姜昆、黄阿原、姜黎黎、陈思思共同担任。本届春晚开创许多先例，例如首次邀請香港、台湾演藝人參加，对以后的春晚产生了深远影响。

## 节目单
| 序号 | 类型                                             | 节目名                                                        | 表演者                                                     |
| 1    | 片头                                             | 参加演出的演员介绍                                            |                                                            |
| 2    | 拜年歌                                           | 《恭贺新禧》                                                  | 蒋大为、李谷一、于淑珍、苏平、沈小岑、朱明瑛、茅善玉、郭颂 |
| 3    | 杂技                                             | 《转盘子》                                                    | 李春来                                                     |
| 4    | 游戏竞赛                                         | 《看谁贴得快》                                                | 幼儿园小朋友                                               |
| 5    | 儿童节目                                         | 狗熊猴子投篮比赛                                              | 姜昆、李文华                                               |
| 6    | 相声                                             | 《宇宙牌香烟》                                                | 马季                                                       |
| 7    | 杂技                                             | 《伞衣帽》                                                    | 李春来                                                     |
| 8    | 歌曲                                             | 《幸福在哪里》 《党啊，亲爱的妈妈》                           | 殷秀梅                                                     |
| 9    | 歌曲                                             | 《甜透了咱心窝》 《串门》 《山水醉了咱赫哲人》                | 郭颂                                                       |
| 10   | 歌曲                                             | 《请到天涯海角来》 《妈妈教我一支歌》                         | 沈小岑                                                     |
| 11   | 河南豫剧                                         | 《迎春曲》                                                    | 牛得草                                                     |
| 12   | 哑剧小品                                         | 《淋浴》                                                      | 游本昌                                                     |
| 13   | 粤剧                                             | 《故乡行》 《南海渔歌》                                       | 丁凡、林锦屏                                               |
| 14   | 京剧                                             | 《定军山》                                                    | 谭元寿                                                     |
| 15   | 京剧                                             | 《将相和》                                                    | 方荣翔                                                     |
| 16   | 小品                                             | 《吃面条》                                                    | 陈佩斯、朱时茂                                             |
| 17   | 黄梅戏                                           | 《女驸马》                                                    | 马兰                                                       |
| 18   | 哑剧小品                                         | 《电视纠纷》                                                  | 王景愚、李辉                                               |
| 19   | 歌曲                                             | 《莫愁啊，莫愁》 《大海啊，故乡》 《回娘家》                  | 朱明瑛                                                     |
| 20   | 歌曲                                             | 《滦水香茶献亲人》 《我们的生活充满阳光》 《月光照着太湖水》  | 于淑珍                                                     |
| 21   | 歌曲                                             | 《花儿为什么这样红》 《天女散花》 《阿里山姑娘》 《我的祖国》 | 奚秀兰（香港）                                             |
| 22   | 评书                                             | 《赠羽扇》                                                    | 袁阔成                                                     |
| 23   | 比赛                                             | 乒乓球比赛                                                    | 李富荣、张燮林（解说：宋世雄）                             |
| 24   | 越剧                                             | 《劝黛 - 选自越剧红楼梦》选段                                 | 王文娟                                                     |
| 25   | 游戏                                             | 金银猜                                                        | 现场观众、黄阿原、姜昆                                     |
| 26   | 相声小段                                         | 《春联》                                                      | 马季、赵炎                                                 |
| 27   | 零点钟声（由山东济南时钟厂（Compas康巴絲）赞助） | 零点钟声（由山东济南时钟厂（Compas康巴絲）赞助）              | 零点钟声（由山东济南时钟厂（Compas康巴絲）赞助）           |
| 28   | 合唱                                             | 《辞旧迎新歌》                                                | 蒋大为、李谷一等8人                                        |
| 29   | 歌曲                                             | 《萨拉族花儿“大眼睛”》 《妹妹的山丹丹花儿开》                 | 苏平                                                       |
| 30   | 沪剧                                             | 《燕燕做媒》 《太湖美》                                       | 茅善玉                                                     |
| 31   | 歌曲                                             | 《我的中国心》 《垅上行》 《外婆的澎湖湾》 《乡间的小路》     | 张明敏（香港）                                             |
| 32   | 气功表演                                         | ①《砸核桃》 ②《踩鸡蛋》 ③《撅铁柱》                           | 侯伟(6岁) 侯春雪(16岁) 侯树英（54岁）                      |
| 33   | 歌曲                                             | 《友情》 《默默地祝福你》 《天黑黑》                          | 黄植诚、李大维、黄阿原                                     |
| 34   | 独唱                                             | 《三笑》插曲                                                  | 陈思思（香港）                                             |
| 35   | 相声                                             | 《夸家乡》                                                    | 姜昆、李文华                                               |
| 36   | 歌曲                                             | 《要问我们想什么》 《战士与梅花》 《在那桃花盛开的地方》      | 蒋大为                                                     |
| 37   | 歌曲                                             | 《跳吧，年轻的伙伴》 《那就是我》 《迎宾曲》                  | 李谷一                                                     |
| 38   | 花鼓戏                                           | 《刘海砍樵》                                                  | 李谷一、姜昆                                               |
| 39   | 结束曲/片尾曲                                    | 《难忘今宵》（最后一曲）                                      | 李谷一                                                     |

## 商业广告

### 报时赞助商

#### 零点报时
- 山东济南时钟厂（Compas康巴絲）

## 影响
- 本届春晚在零点时敲响零点钟声，此后历届春晚中零点报时成为必不可少的环节。
- 本届春晚邀请到了香港的歌手张明敏、著名影星陈思思、民歌皇后奚秀兰。这是中国大陆首次邀请香港艺人演出。其中张明敏以一曲《我的中国心》一炮走红。当时香港回归的谈判有了突破，导演顺应形势找香港演员参与节目，从此，聘请港台演员参与春晚成为一个传统。[2][3]
- 陈佩斯、朱时茂的《吃面条》，标志着真正意义上的小品诞生。从此，小品成为春晚舞台上必不可少的节目种类。并在1989年之后，小品取代相声成为春晚的第一主角，这种局面延续至今。[4]
- 华视出身的黄阿原[5]是春晚历史上第一位台湾主持人，在晚会尾声时还用闽南语演唱了民歌《天黑黑》，开创了南方方言歌曲在春晚演出的先河。
- 1981年、1983年先后驾机投诚大陆的中华民国空军少校黄植诚、陆军航空兵少校李大维也在晚会上进行了歌曲表演，前者演唱了《友情》，后者则为自己还在台湾的女儿演唱了台湾歌手青山的作品《默默祝福你》。
- 《难忘今宵》是专为本届春晚创作的尾声结束片尾曲，并且成为此后春晚唯一保留曲目，因而成为春晚历史上被演唱次数最多的歌曲[6]。
- 赵忠祥在本届春晚上首次担任主持人（1983年仅致开幕辞），此后赵忠祥一直主持春晚至2000年（1985年、1987-1988年、1994年除外），此后在1986年、1989-1993年、1995-2000年主持春晚。赵忠祥一共主持了13届春晚，没有给主持词添一字、少一字，让后来者难以望其项背。